# 川合信水
川合 信水（かわい しんすい、1867年11月17日（慶応3年10月22日） - 1962年（昭和37年）7月3日）は、日本の宗教家、教育者、基督心宗の創始者。号は山月。

## 人物
甲斐国都留郡桂村小沼（現・山梨県南都留郡西桂町小沼）において、父・川合立玄（はるつね）、母・つね（旧名：律）の長男として生まれる。
19歳の時、日本の改革を志す。1890年（明治23年）23歳のときにメソジスト教会谷村基督講義所で、勝沼教会牧師の原野彦太郎から洗礼を受ける。この時、勝沼で巌本善治に出会い、巌本の勧めで女学雑誌社に入り、島崎藤村、北村透谷、徳富蘇峰、清水紫琴、三宅花圃らと交流した。
1893年（明治26年）に東北学院院長押川方義の弟子になり、東北学院邦語神学部に入学し、1896年（明治29年）に卒業した。1897年（明治30年）に仙台市宮城野で宗教的な体験をする。そして、東北学院作文科の教授、日本地理、歴史科教授になる。1901年（明治34年）に山形県鶴岡市の鶴岡日本基督教会の伝道師として赴任した。しかし、ミッションと対立して辞任した。
その後、函館毎日新聞の主筆になるが、重役と対立して辞任する。また、前橋市共愛女学校（現・共愛学園中学校・高等学校）の校長に就任した。
1908年（明治41年）には東京の雑司ヶ谷で独立伝道を行う。戸川安宅（戸川残花）の孔子教会や、松村介石の『道』の協力をした。
1909年（明治42年）、京都府何鹿郡（現・綾部市）の郡是製絲株式会社（現・グンゼ株式会社）社長波多野鶴吉の招聘により同社教育係として入社。
1927年（昭和2年）1月には『耶蘇基督讃』を著し、基督心宗を創立し、開宗宣言を発表した。1932年（昭和7年）には基督心宗東京教会を設立して、1939年（昭和14年）には六大誓願を発表した。
1948年（昭和23年）には富士吉田市に基督心宗総本山を設立して、1959年（昭和34年）に富士吉田市の初代名誉市民となり、1962年（昭和37年）に死去した。
実弟は、独自の鍛錬法を創始した肥田春充。長男は川合義信（1900-92）、次男は日本近代文学の川合道雄。

## 経歴
- 1867年11月17日（慶応3年10月22日）　甲斐国都留郡桂村小沼において誕生
- 1890年（明治23年）　1年の内に母をはじめ兄弟姉妹家族5人に死別する[1]。メソヂスト谷村教会の初の信者となり、洗礼を受け基督教を学ぶ。巌本善治と出会う。
- 1890年（明治23年）9月　巌本善治の招きにより[6]東京の女学雑誌社へ入り[4]、明治女学校関係者の知遇を得る[7]。
- 1893年（明治26年）2月　東北学院に入り、押川方義に学ぶ[7]。東北学院労働会塾長となる。
- 1899年（明治32年）12月 -33歳　元会津藩士で東北学院幹部の斎藤壬生雄の長女ちよ（18歳）と婚姻[1]
- 1901年（明治34年） -35歳　山形県鶴岡町日本基督教講義所の伝道師となる
- 1901年（明治34年）11月　函館毎日新聞社に入る[7]
- 1904年（明治37年）6月　前橋市共愛女学校（現・共愛学園中学校・高等学校）へ赴任
- 1905年（明治38年）3月　前橋市共愛女学校第5代校長となる[1]
- 1909年（明治42年）4月 -43歳　京都府何鹿郡の郡是製絲株式会社（現・グンゼ株式会社）教育係に赴任。誠修学院を設置し教育総理に就任[1]。
- 1915年（大正4年）1月　父・立玄死去
- 1924年（大正15年） -56歳　第4回国際労働会議労働代表に選出されるが、体調不良のため辞退[1][4]
- 1927年（昭和2年）　基督心宗を山梨県富士吉田市下吉田6802番地（不二山荘）に開宗[1]
- 1959年（昭和34年）12月23日　富士吉田市名誉市民[1]
- 1962年（昭和37年）7月3日　死去、96歳

## 著書
- 『向上之一路』四方文吉編 四方文吉 1923
- 『吾が体験の道』生々社 1925
- 『耶蘇基督讃』尚文堂 1927
- 『山上垂訓講義及説教』基督心宗宮津道場 1934
- 『孔子の教育と我が体験』主婦之友社 1946
- 『山月先生語録』基督心宗東京教会 1952
- 『三種の十字架 川合信水先生奈良講話』基督心宗奈良支部教会 1955
- 『神の誠と吾が体験』基督心宗教団本部出版部 1956
- A Eulogy on Jesus Christ 川合義信訳 基督心宗東京教会 1961
- 『労働問題の宗教的解決』基督心宗教団事務局出版部 1964
- 『論語講義』安井英二筆録・編 兄弟学舎 1964
- 『ガラテヤ書玄義』山月川合信水先生遺著刊行会 1965
- 『完全訓講話』内田又一郎筆録 安井英二編 兄弟文庫 1968
- 『求道の栞』川合義信編 山月川合信水先生遺著刊行会 1968
- 『治者の道』川合義信編 山月川合信水先生遺著刊行会 1968
- 『山月川合信水先生御教話覚書』安井英二編著 基督心宗教団事務局出版部 1969
- 『山月川合信水先生論語教話』正続・続続　基督心宗教団事務局出版部 1970-76
- 『川合信水先生山月談話』原田美実筆記 基督心宗教団事務局出版部 1971
- 『信仰人格事業一体観 労働問題の宗教的解決』川合義信編 キリスト教新聞社 1972
- 『開祖川合信水先生御遺教集 2　大信の英雄押川方義』手塚たけよ編 基督心宗教団本部 1974
- 『テサロニケ書玄義』山月川合信水先生遺著刊行会 1978
- 『押川方義・川合信水両先生往復書翰集』基督心宗教団編 基督心宗教団事務局出版部 1981
- 『大人と小人』増補8版.基督心宗教団事務局出版部 1985
- 『野花片片 戦時、病中病後の処感』3版.基督心宗教団事務局出版部 1986
- 『山月川合信水選集』全7巻 基督心宗教団本部 2007-15
- 『山月川合信水先生『論語教話』抄』基督心宗教団出版部 2014